# Marysinek (powiat mławski)
Marysinek – wieś sołecka w Polsce, położona w województwie mazowieckim, w powiecie mławskim, w gminie Strzegowo.
| SIMC    | Nazwa        | Rodzaj     |
| ------- | ------------ | ---------- |
| 0126907 | Budy Budzkie | przysiółek |
| 0126913 | Budy-Zofijki | przysiółek |

W latach 1975–1998 miejscowość należała administracyjnie do województwa ciechanowskiego.